# Шлаудрафф, Ян
Ян Шла́удрафф (нем. Jan Schlaudraff; 18 июля 1983, Вальдбрёль, ФРГ) — немецкий футболист, нападающий.

## Ранние годы
Ян Шлаудрафф родился в семье священника и учительницы в городе Айхельхардт, и начинал играть в футбол в местных клубах «ССВ Айхельхардт» и «ЮСГ Виссен», перед тем, как заключил первый профессиональный контракт с клубом «Хассия» из Бингина.

## Клубная карьера

### «Боруссия»
В 19 лет, к началу сезона 2002/03 Шлаудрафф подписал контракт с клубом из Бундеслиги. Дебют состоялся 19 февраля 2003 года, когда он на 89 минуте вышел на замену в матче против «Вольфсбурга» (2:0). В своём первом сезоне Шлаудрафф сыграл 4 игры. В следующем сезоне из-за травмы он не сыграл за «Боруссию» ни разу. В сезоне 2005/06 он вернулся в состав, но закрепиться в основе у него не получилось, и во время зимней паузы он был отдан в аренду в «Алеманию».

### «Алемания»
В «Алемании» Шлаудрафф сразу, с первой же игры, попал в основу. Из 17 оставшихся игр сезона он сыграл в 15 играх. В следующем сезоне «Алемания» выкупила права на игрока, и Шлаудрафф стал одним из лидеров команды, сыграв в 29 играх сезона, и забив 11 голов. «Алемания» заняла второе место во Второй Бундеслиге, выйдя в высший дивизион немецкого футбола. В бундеслиге Шлаудрафф стал лучшим бомбардиром команды с восмью забитыми голами, однако это не спасло команду от вылета обратно во Вторую Бундеслигу. Когда во второй половине сезона стало точно известно, что следующий сезон Шлаудрафф проведёт в «Баварии», он часто подвергался критике своего тренера Михаеля Фронцека, за недостаточное усердие на тренировках и прохладное отношение к играм, за что он даже несколько раз был выведен из основного состава.
Время, проведённое в «Алемании», остаётся самым успешным в карьере Шлаудраффа. Именно игрой за тот клуб он приобрёл известность в немецком футболе, а некоторые болельщики до сих пор помнят его гол в ворота «Баварии» в кубковом матче 20 декабря 2006 года, когда «Алемания» победила 4:2.

### «Бавария»
«Бавария» заплатила за переход Шлаудраффа 1,2 миллиона евро. Перед этим он отклонил предложения от бременского «Вердера». Но его карьера в Мюнхене не сложилась. Из-за травмированной спины он вынужден был лечь на операцию и из-за неё пропустил практически весь сезон. Он сыграл за «Баварию» всего 8 игр, полностью проиграв конкуренцию за место в основе против Луки Тони, Мирослава Клозе и Лукаса Подольски. Единственный гол сезона он забил в игре за вторую команду «Баварии» в региональной лиге. Ещё до окончания сезона он выразил желание покинуть «Баварию». Несмотря на то, что игрок пропустил почти весь сезон, несколько клубов Бундеслиги выразили заинтересованность в покупке, и в конце концов Шлаудрафф перешёл в «Ганновер 96» за примерно за 2,5 миллиона евро.

### «Ганновер 96»
22 апреля 2008 года Шлаудрафф подписал с клубом контракт, рассчитанный до 2012 года. Дебют состоялся 9 августа в кубковой игре против «Галлишера», в которой Шлаудрафф открыл счёт, предопределив общий успех 5:0. Первые голы в регулярном сезоне игрок забил в 4-м туре против «Боруссии», сделав дубль (5:1). Всего в первом сезоне игрок забил 7 мячей за 32 матча. Однако, в следующем сезоне игрок перестал регулярно попадать в первый состав. Новый тренер Мирко Сломка предлагал игроку подыскать себе другой клуб, но игрок настаивал на том, что полностью отработает свой контракт с клубом. Президент «Ганновера» Мартин Кинд заявил, что Шлаудрафф больше не сыграет ни одной игры за «Ганновер», однако в 8 туре он вышел на замену, а затем начал регулярно появляться в матчах Бундеслиги. Особенно удался игроку матч 14 тура против «Фрайбурга», в котором он забил гол и сделал результативную передачу.
11 декабря 2011 года Шлаудрафф подписал новый контракт с «Ганновером» до 2015 года.

## Достижения

### Командные
- Победитель Кубка лиги: 2007
- Обладатель Кубка Германии: 2008
- Чемпион Германии: 2008

### Личные
- Игрок месяца в Бундеслиге: сентябрь 2006
- Обладатель титула «Гол месяца»: ноябрь 2006